# Kirkedistrikt (Dänemark)
Kirkedistrikt (dän., dt. Kirchenbezirk) hieß bis zum 1. Januar 2011 der Teil eines dänischen Pfarrbezirks (dän. sogn), der über eine zusätzliche eigene Kirche verfügte und einen eigenen Gemeinderat wählte. 
2010 existierten 93 Kirchenbezirke bei landesweit 2.123 dänischen Sognen. Zum 1. Januar 2011 wurden sie abgeschafft. 71 wurden zu vollgültigen Sognen erhoben, die übrigen in das örtliche Sogn reintegriert.
Der Status als Kirchenbezirk wurde auch vorübergehend verliehen, um die Herauslösung eines Gebietes aus seinem Pfarrbezirk vorzubereiten.